# Мешхе
Мешхе (шум. Mesh-he) — десятый шумерский царь из первой династии Урука. До вступления на престол, согласно «Царскому списку», был кузнецом. Правил в течение 36 лет.